# Aedin Mincks
Aedin Mincks, född 10 oktober 2000 i Georgia, är en amerikansk skådespelare, mest känd för att spela rollen som Angus Chestnut i Disney Channel-serien A.N.T. – Avancerad Ny Talang (engelska: A.N.T. Farm) och Mitch (Ass Face) i kampsportsserien Cobra Kai. Han är också känd för att spela rollen som Robert i filmen Ted från 2012.

## Filmografi (i urval)

### Filmer
- 2010 – Faster
- 2011 – Baksmällan del II
- 2012 – Ted

### TV-serier
- 2008 – The Sarah Silverman Program (TV-serie)
- 2008 – The Tonight Show with Jay Leno (TV-serie)
- 2009 – Cityakuten (TV-serie)
- 2009 – The Forgotten (TV-serie)
- 2010 – Desperate Housewives (TV-serie)
- 2011 – Jimmy Kimmel Live! (TV-serie)
- 2011 – The Middle (TV-serie)
- 2011 – New Girl (TV-serie)
- 2011–2014 – A.N.T. – Avancerad Ny Talang (TV-serie)
- 2015 – Fresh Off the Boat (TV-serie)
- 2017 – The Mick (TV-serie)
- 2019–nutid – Cobra Kai (TV-serie)